# Acherontia styx
Acherontia styx ist ein  in weiten Teilen Ost- und Südostasiens vorkommender Schmetterling (Nachtfalter) aus der Familie der Schwärmer (Sphingidae) und die Schwesterart des in Afrika und Europa auftretenden Totenkopfschwärmers. Sowohl der Gattungsname Acherontia als auch das Artepitheton styx sind bei dieser Art nach griechischen Flüssen der Unterwelt benannt, Acheron und Styx. Motivation ist die düstere Erscheinung dieser Schmetterlinge, insbesondere der „Totenkopf“ auf dem Thorax.
Die Art entwickelt sich unter Idealbedingungen sehr rasch; für die Entwicklung von der Eiablage bis zur Verpuppung werden dann nur zehn Tage benötigt. Die Art kann bei Massenauftreten Schäden in der Landwirtschaft verursachen, vor allem an Sesam (Sesamum indicum).

## Merkmale

### Eier und Raupen
Die blassgrünen Eier sind 1,2 mal 1,5 Millimeter groß und haben eine glänzende und glatte Oberfläche. Kurz vor dem Schlupf verfärben sie sich nach gelblich-grün.
Die Raupen erreichen eine Körperlänge von 90 bis 120 mm und treten ausgewachsen in einer grünen, gelben oder braunen Grundfarbe auf. Sie sind nach dem Schlupf rund fünf Millimeter lang und haben dann eine gelblichgrüne Färbung, die matt überdeckt wird. Ihr Analhorn ist lang, schwarz und an der Spitze gegabelt. Ab dem zweiten Raupenstadium treten seitliche Streifen und zahlreiche kleine weiße Tuberkel auf dem Körper auf. Erst im vierten Stadium haben die Raupen jene Färbung, die sie auch ausgewachsen tragen.
Im fünften und letzten Stadium sehen sie den Raupen des Totenkopfschwärmers sehr ähnlich, sind aber jeweils am Rücken auf der hinteren Hälfte eines jeden Segments stärker dunkelblau gepunktet. Auch das Analhorn ist weniger stark gekrümmt und die Spitze ist nicht zurück gekrümmt. Die Raupen mit der grünen Körpergrundfarbe haben einen dunkelgrünen Kopf, der jeweils einen breiten schwarzen Streifen auf der Wange trägt. Das zweite bis vierte Körpersegment ist gelbgrün, der restliche Körper grasgrün. Ihr Rücken und die Seiten des fünften bis elften Segments tragen auf der hinteren Hälfte dunkelblaue Punkte, an den Seiten dieser Segmente verlaufen sieben scharf abgegrenzte gelbe Schrägstreifen. Jeder dieser Streifen reicht nahe dem Rücken auf das folgende Segment nach hinten, der letzte Streifen am elften Segment reicht bis an die Basis des Analhorns. Die Streifen sind nach oben dunkelblau begrenzt, diese Färbung ist zum Streifen hin, scharf abgegrenzt und läuft nach oben diffus aus. Das Analhorn ist kanariengelb, die Thorakalbeine sind schwarz. Die Bauchbeine und der Nachschieber sind grün, die Analklappe ist grün und gelb gerandet. Die ovalen Stigmen sind gelblich-weiß, mittig samten-schwarz und bräunlich-grün gerandet.
Die gelben Raupen haben auch einen grünen Kopf, ihr restlicher Körper ist kanariengelb und trägt ansonsten die gleiche Musterung wie bei den grünen Tieren. Die braunen Raupen haben einen ockerfarbenen Kopf, dessen Streifen an den Wangen dunkelbraun gefärbt sind. Auf dem zweiten bis vierten Segment befindet sich am Rücken ein breiter schwarzer, darunter auf den Seiten jeweils ein weiterer breiter ockerfarbener Streifen. Auf jedem Segment befindet sich hinter den Stigmen ein braun gepunkteter und bestrichelter Bereich. Zusätzlich befindet sich auf dem zweiten Segment beidseits des Rückens ein ovaler brauner Fleck. Die seitlichen Schrägstreifen am Hinterleib sind violett, das Analhorn ist ockerfarben. Die Thorakal- und Bauchbeine sind schwarz, der Nachschieber ist braun.

### Puppe
Die Puppen sind 50 bis 60 Millimeter lang und haben starke Ähnlichkeit mit denen des Totenkopfschwärmers. Sie haben die gleiche Mahagonifärbung, diese ist aber blasser. Die Fühler sind etwas länger als die Vorderbeine. Der Kremaster ist gedrungen und dreieckig, seine Rückenseite ist gerunzelt. Seine Spitze endet in zwei Zähnchen, die jeweils eine Borste tragen.

### Falter
Die Falter haben eine Flügelspannweite von 89 bis 130 Millimeter und sind groß und kräftig gebaut. Sie haben eine ähnliche Färbung wie der am nächsten verwandte Totenkopfschwärmer (Acherontia atropos). Die Vorderflügel sind groß und dunkel gefärbt, die Hinterflügel sind gelb und tragen eine schwarze Submarginalbinde. Am Rücken des Thorax befindet sich eine totenkopfförmige Zeichnung. Sie unterscheiden sich von der verwandten Art durch zwei statt einer mittigen dunklen Binde auf der Vorderflügelunterseite sowie in der Regel durch das Fehlen dunkler Binden auf der Bauchseite des Hinterleibs. Die „Totenkopfzeichnung“ am Thorax ist dunkler und auf der Oberseite der Hinterflügel nahe dem Analwinkel befindet sich ein schwach bläulicher Fleck innerhalb der schwarzen Submarginalbinde. Schließlich ist auch der mittige Punkt auf den Vorderflügeln orange statt weiß.

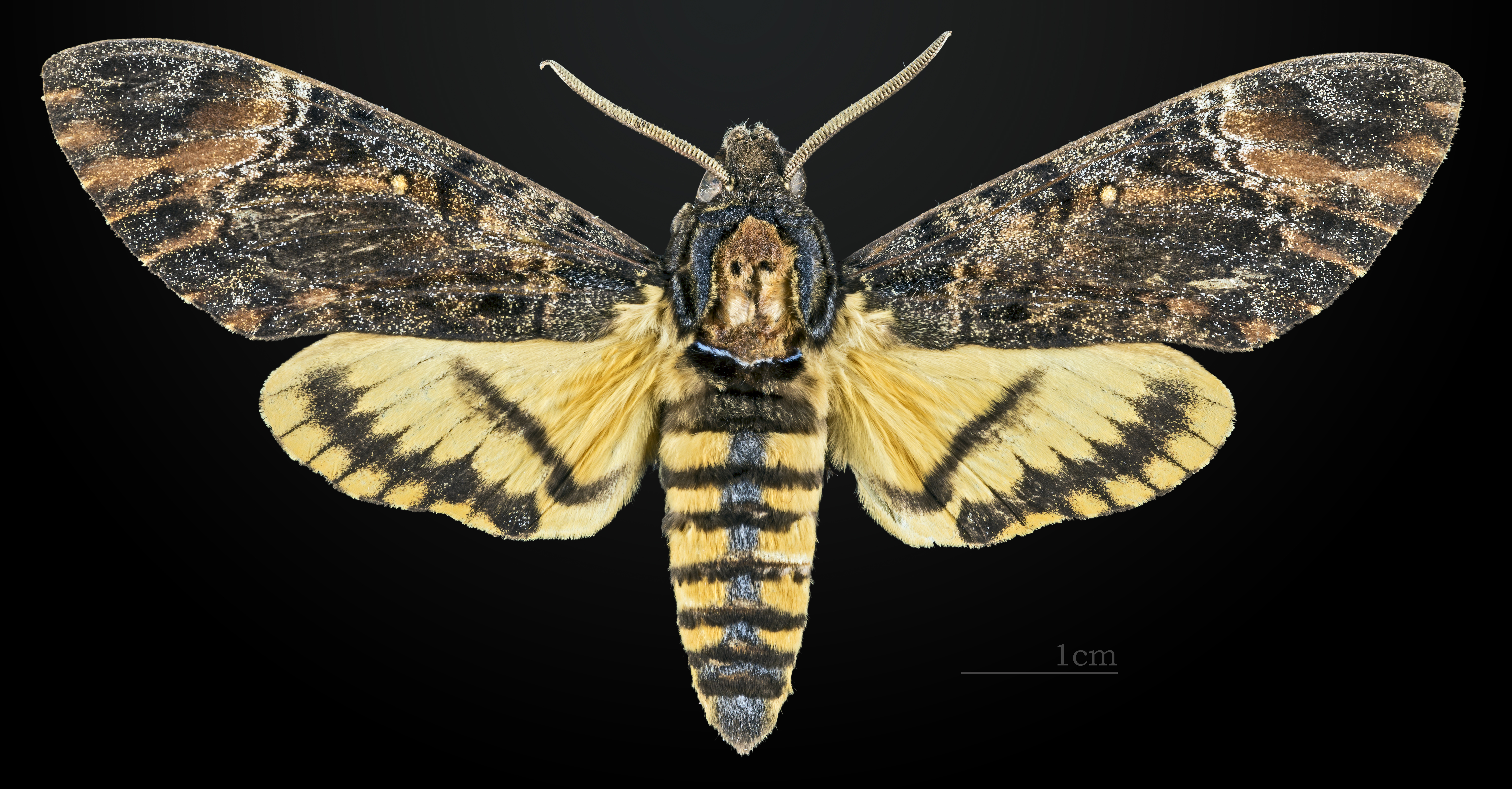
♂ Dorsalansicht
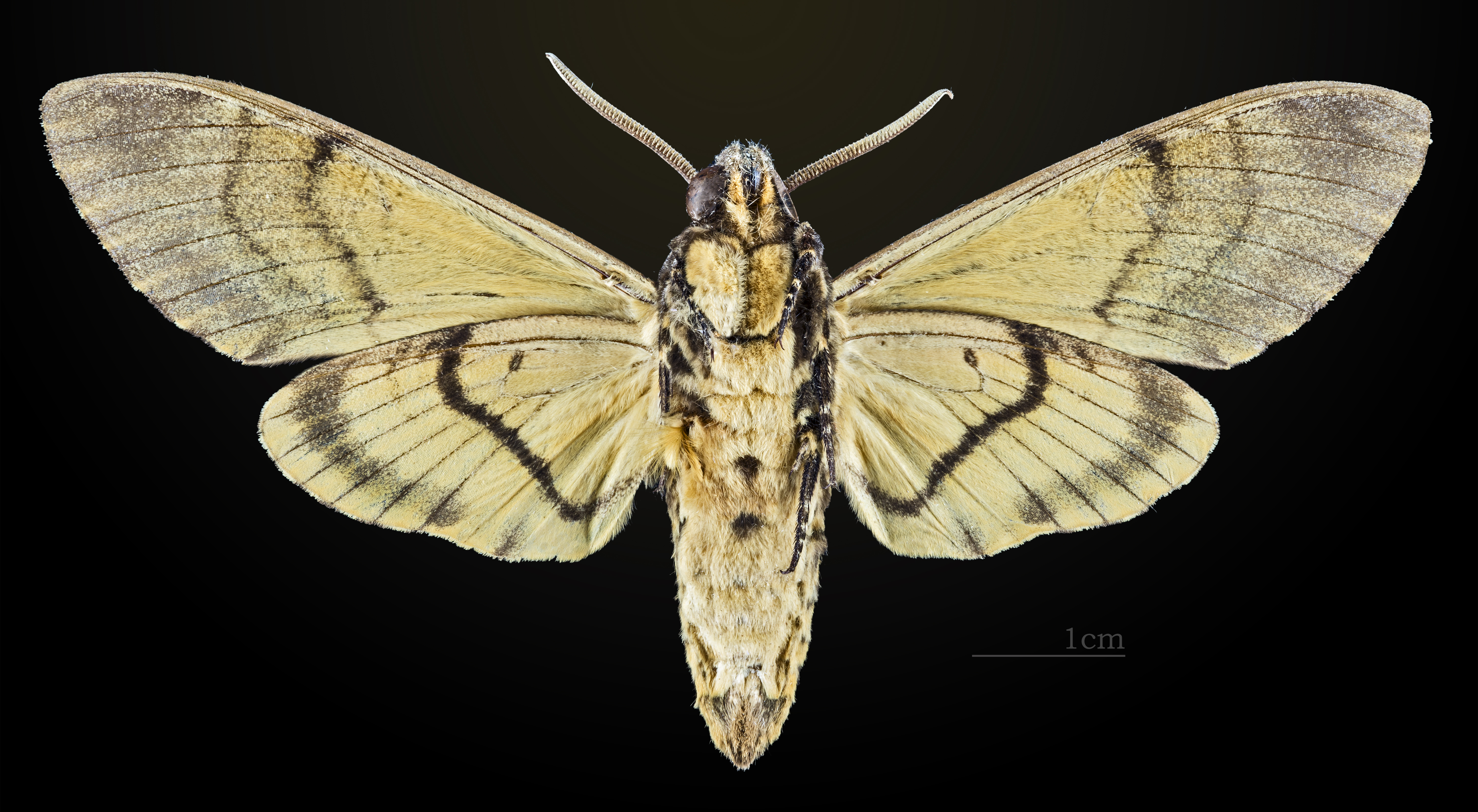
△ ♂ Ventralansicht
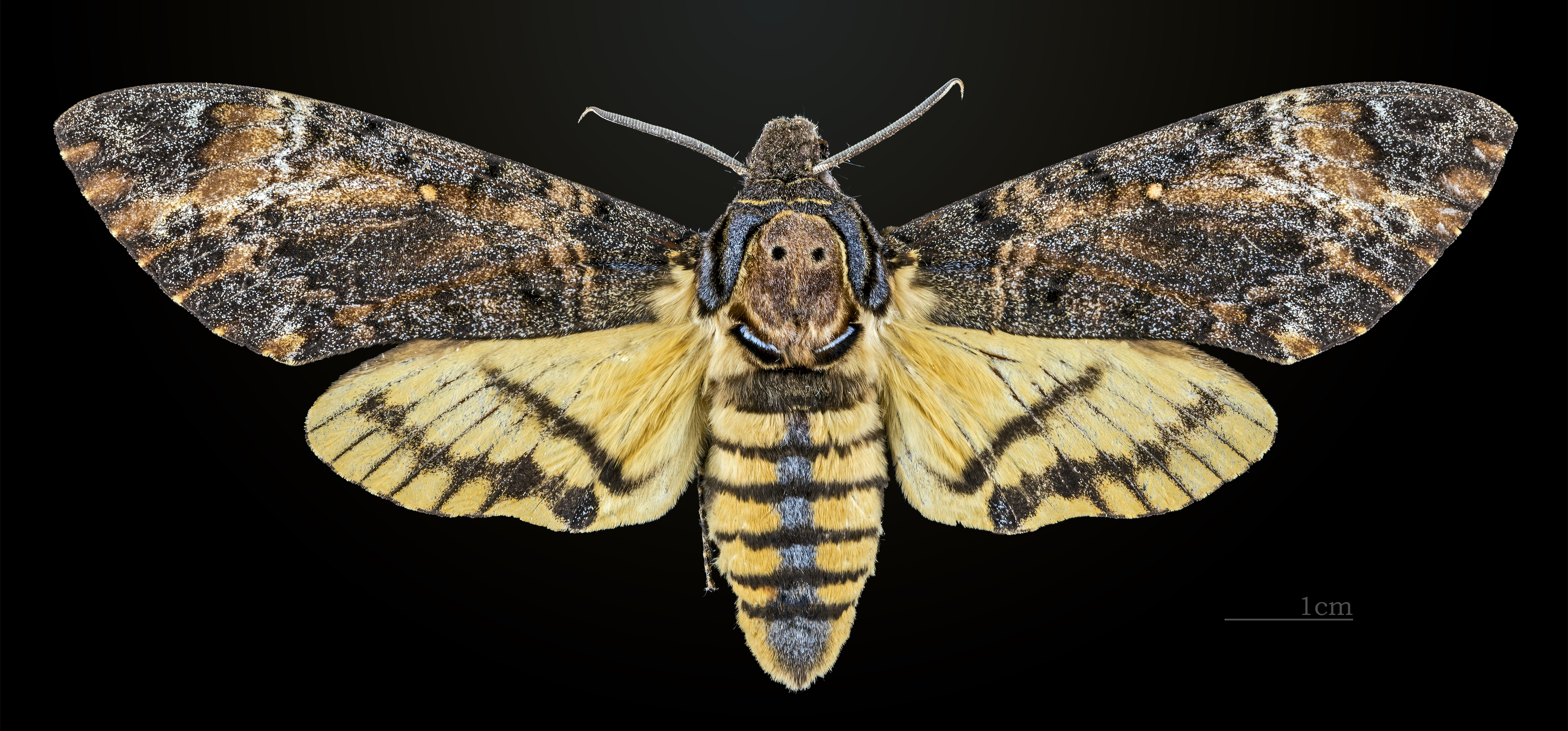
♀ Dorsalansicht
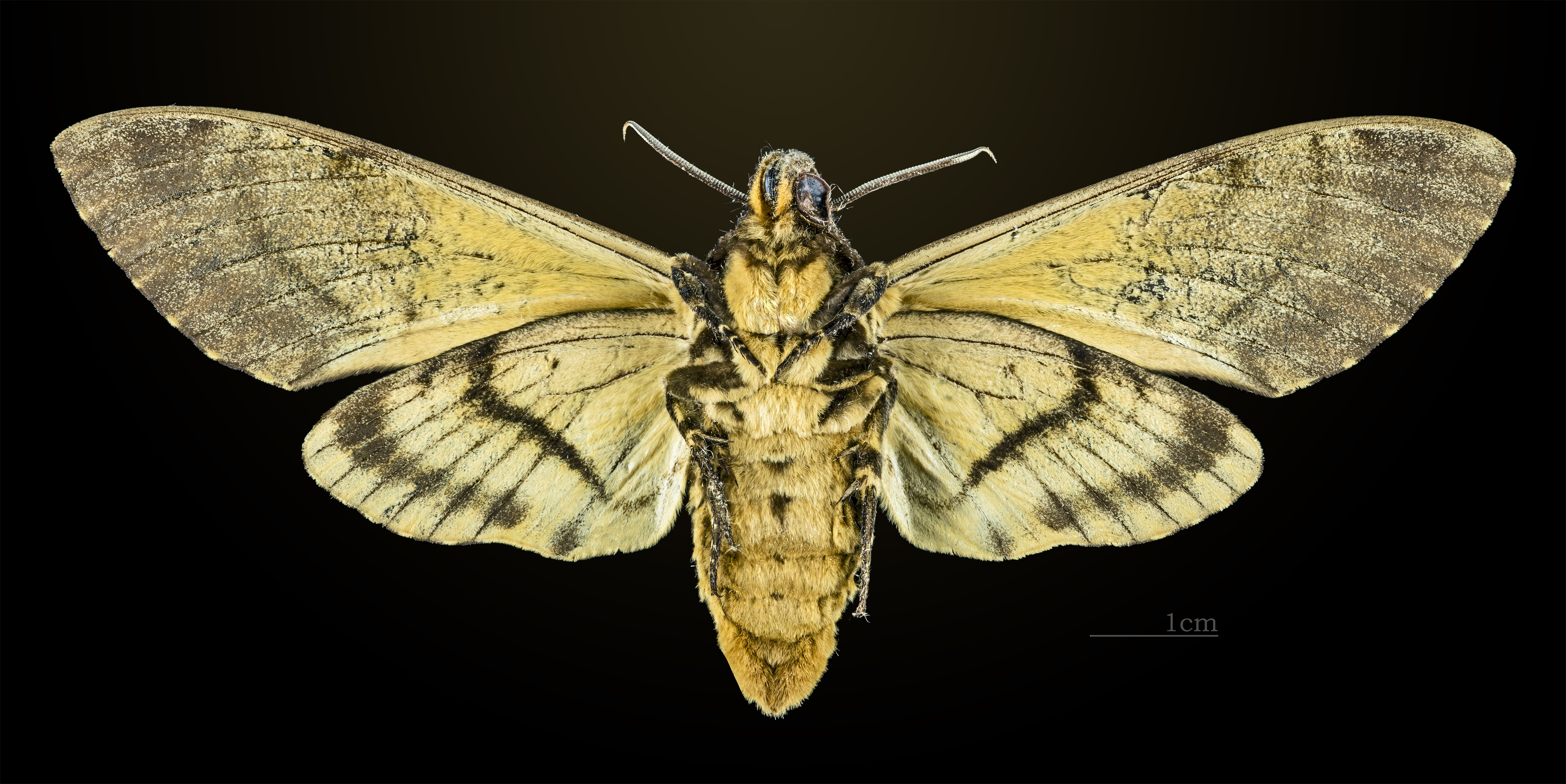
△ ♀ Ventralansicht
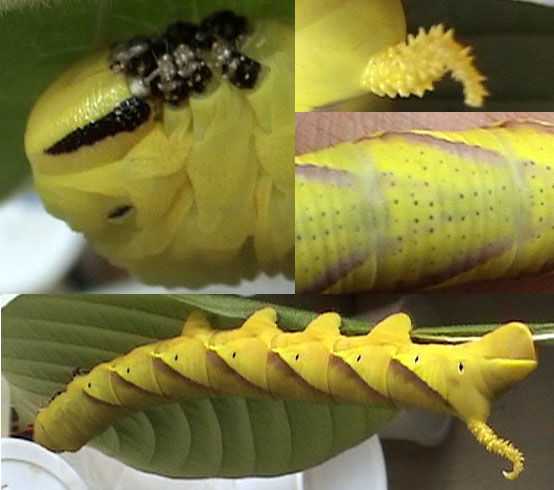
Raupe

## Vorkommen
Die Nominatunterart kommt vom Norden Zentralchinas, dem Westen Chinas und dem Norden Thailands nach Westen über Myanmar, Bangladesch, Indien, Nepal, Pakistan und den Iran bis nach Saudi-Arabien und in den Irak vor. Die Unterart A. s. medusa ist im Osten des kontinentalen Asiens, vom Nordosten Chinas, wo sie als Wanderfalter auftritt, und Japan südlich über den Osten Chinas bis nach Vietnam, Malaysia und Thailand verbreitet. Man findet sie auch auf den Inseln des Malaiischen Archipels von Sumatra, Borneo und den Philippinen östlich bis zu den Molukken.
Die Art zählt nicht zu den regelmäßigen Wanderfaltern, kann jedoch jedes Jahr vereinzelt nördlich bis Heilongjiang auftreten. Sie besiedelt bevorzugt heiße, offene Gebiete in niedrigen Lagen, auch mit landwirtschaftlicher Nutzung.

## Lebensweise
Die Imagines ernähren sich von Honig, indem sie in Bienenstöcke eindringen, sind jedoch auch dafür bekannt, dass sie mit ihrem Saugrüssel Früchte anstechen und gelten etwa in Südkorea als Schädlinge an Yuzu (Citrus x junos).

### Flug- und Raupenzeiten
Die Art tritt in ganz China in zwei Generationen pro Jahr auf und fliegt von Mai/Juni bis August. Die Raupen findet man hier von Juni bis September. In Korea reicht die Flugzeit der Falter von Ende Juli bis Mitte September.

### Nahrung der Raupen
Die Raupen sind polyphag und fressen an einer Vielzahl von Pflanzenarten. Die meisten finden sich in den Familien Trompetenbaumgewächse (Bignoniaceae), Hülsenfrüchtler (Fabaceae), Ölbaumgewächse (Oleaceae), Sesamgewächse (Pedaliaceae), Nachtschattengewächse (Solanaceae) und Eisenkrautgewächse (Verbenaceae). Darüber hinaus findet man gelegentlich genutzte Nahrungspflanzen in 11 weiteren Familien.
In China wurden die Raupen auf Losbäumen (Clerodendrum), Liguster (Ligustrum), Tomaten (Solanum sect. Lycopersicon), Sesamum, Nachtschatten (Solanum) und verschiedenen Arten der Hülsenfrüchtler nachgewiesen. In Japan sind sie von Sesam (Sesamum indicum) und Jasminblütigem Nachtschatten (Solanum laxum), in Korea von Aubergine (Solanum melongena), Kartoffel (Solanum tuberosum), Paprika (Capsicum annuum), Erbse (Pisum sativum) und Blauglockenbaum (Paulownia tomentosa) bekannt.
In Indien sind gelegentliche Massenauftreten bekannt, wodurch Schäden in der Landwirtschaft, insbesondere an Sesam, verursacht werden können.

## Entwicklung
Die Weibchen legen ihre Eier einzeln auf der Unter- und Oberseite der Blätter in den peripheren Bereichen der Raupennahrungspflanzen ab. Die Raupen schlüpfen in der Regel nach drei bis fünf Tagen und fressen zunächst die Eischale. Mit dem Wachstum werden die Raupen zunehmend träger und halten sich schließlich nur auf zwei oder drei Trieben der Nahrungspflanzen auf. Bei 40 °C läuft die Entwicklung sehr rasch ab und dauert von der Eiablage bis zur Verpuppung nur 10 Tage. Anders als beim Totenkopfschwärmer findet die Verpuppung nur selten mehr als 10 Zentimeter tief im Erdboden statt. Die Erdkammer, in der die Verpuppung stattfindet, hat glatte Innenseiten. Die Puppe ist gewöhnlich das Überwinterungsstadium der Art und verträgt extreme Trockenheit und Feuchtigkeit sehr gut.

## Spezialisierte Feinde
Aus Indien ist bekannt, dass die Raupen von der Schlupfwespenart Quandrus pepsoides parasitiert werden. Diese legt ihre Eier auf den Eiern ihres Wirtes ab. Bis zu 20 Larven entwickeln sich in den Eiern der Schwärmer, die sich dann mit der Entwicklung der Parasitenlarven schwarz-weiß fleckig verfärben. Aus Indien ist auch die Schlupfwespe Trichogramma chilonis als Parasitoid der Eier von Acherontia styx bekannt. Bei einer Studie dort wurden Blätter mit Eiern eingesammelt und die Entwicklung der Eier im Labor überwacht. Je nach Untersuchungsjahr waren 72,3 bis 87,8 % der Eier durch Trichogramma chilonis parasitiert. Bei im Rahmen dieser Studie ebenfalls durchgeführten Freilandbeobachtungen wurden von T. chilonis und weiteren Fressfeinden insgesamt 96,3 % der Eier vernichtet.

## Taxonomie und Systematik

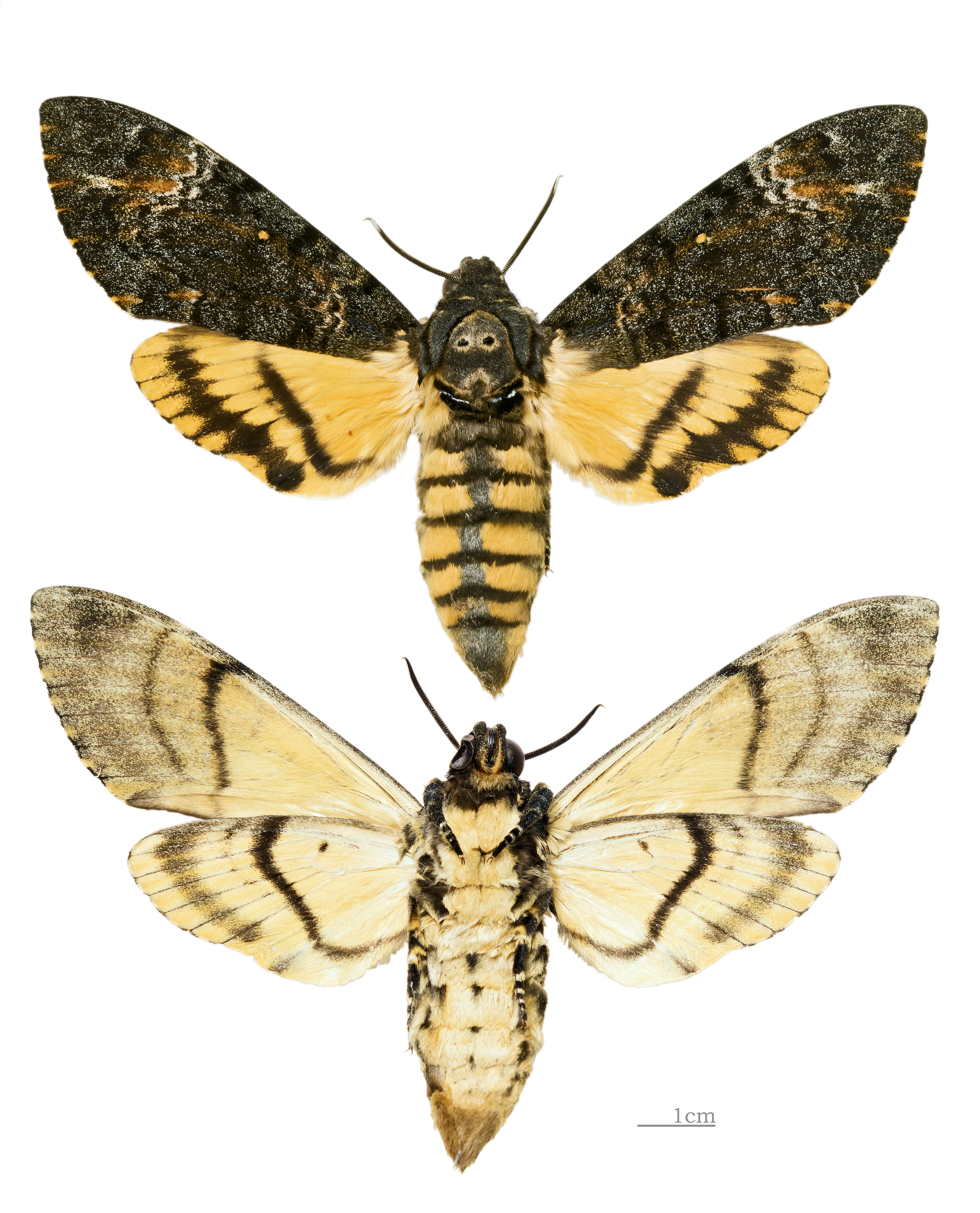
Acherontia styx medusa

Der Gattungsname Acherontia ist von Acheron, einem der fünf Flüsse der Unterwelt aus der griechischen Mythologie abgeleitet. Das Artepitheton leitet sich vom Styx, einem weiteren Fluss der Unterwelt aus der griechischen Mythologie ab. Auch die Namen der zwei weiteren Arten der Gattung haben Bezug zur griechischen Unterwelt: Atropos und Lachesis sind Schicksalsgöttinnen und zwei der drei Moiren.
Anhand von morphologischen Untersuchungen von Imagines, Raupen, Puppen und Raupennahrungspflanzen konnte gezeigt werden, dass Acherontia styx  mit Acherontia atropos nächstverwandt ist, das Schwestertaxon der beiden Arten ist Acherontia lachesis.
Es ergeben sich in der Gattung Acherontia also folgende Verwandtschaftsverhältnisse:
|  | Acherontia lachesis                                                    |
|  |                                                                        |
|  | \| \| Acherontia atropos \| \| \| \| \| \| Acherontia styx \| \| \| \| |
|  |                                                                        |
|  | Acherontia atropos                                                     |
|  |                                                                        |
|  | Acherontia styx                                                        |
|  |                                                                        |

|  | Acherontia atropos |
|  |                    |
|  | Acherontia styx    |
|  |                    |

Neben der Nominatunterart wurde eine Unterart Acherontia styx medusa beschrieben. Die in Shanghai, Guangdong und Hongkong auftretenden Individuen sind typische Vertreter von Acherontia styx medusa, die aus Tibet, Sichuan und Shaanxi gehören der Nominatunterart an. Auf der Ost-Westgrenzlinie zwischen diesen Regionen treten mehr oder weniger stark intermediäre Tiere auf. Auch in Vietnam sind die Tiere zum Teil so ausgebildet. Daher scheint es, dass die Unterart A. s. medusa nur eine Farbvariante darstellt, die in feuchten Lebensräumen auftritt.